# Lekkoatletyka na Letnich Igrzyskach Olimpijskich 2020 – sztafeta 4 × 400 m mężczyzn
Konkurs mężczyzn w biegu sztafetowym na 400 metrów podczas XXXII Letnich Igrzysk Olimpijskich w Tokio odbył się w dniach 6–7 sierpnia 2021. Do rywalizacji przystąpiło 71 sportowców z 16 krajów. Arena zawodów był Stadion Olimpijski w Tokio. Mistrzami olimpijskimi zostali Amerykanie w składzie Michael Cherry, Michael Norman, Bryce Deadmon, Rai Benjamin, Trevor Stewart, Randolph Ross i Vernon Norwood, wicemistrzami Holendrzy w składzie Liemarvin Bonevacia, Terrence Agard, Tony van Diepen, Ramsey Angela i Jochem Dobber, a brąz zdobyli Botswańczycy w składzie Isaac Makwala, Baboloki Thebe, Zibane Ngozi i Bayapo Ndori.
Był to XXV olimpijski konkurs w sztafecie 4 × 400 m mężczyzn.

## Terminarz
godziny zostały podane w czasie japońskim (UTC+9)
| Data            | Godzina rozpoczęcia |         |
| Data            | UTC+09:00           |         |
| --------------- | ------------------- | ------- |
| 6 sierpnia 2021 | 20:25               | runda I |
| 7 sierpnia 2021 | 21:50               | finał   |

## System rozgrywek
W rundzie I udział wzięło 16 reprezentacji. Odbyły się 2 biegi po 8 drużyn, z których awans wywalczyły trzy pierwsze sztafety oraz dwie najszybsze z dalszych miejsc z obu biegów.
W finale wystartowało 8 sztafet.

## Rekordy
Przed rozpoczęciem zawodów aktualny rekord świata i rekord olimpijski były następujące:
| WR | Andrew Valmon, Quincy Watts, Butch Reynolds, Michael Johnson  | 2:54.29 | Stuttgart | 22 sierpnia 1993 |
| OR | LaShawn Merritt, Angelo Taylor, David Neville, Jeremy Wariner | 2:55.39 | Pekin     | 23 sierpnia 2008 |

Podczas konkursu poprawiono następujące rekordy:
- kontynentalne:
  - Afryki –  Botswana
  - Azji –  Indie
- krajowe:
  -  Belgii
  -  Holandii
  -  Włoch
  -  Japonii (wyrównany)

## Wyniki
| NR – rekord krajowy \| PB – rekord życiowy \| =PB – wyrównany rekord życiowy \| SB – najlepszy wynik w sezonie \| =SB – wyrównany najlepszy wynik w sezonie |
| DNF – nie ukończył \|DSQ – dyskwalifikacja |

### Runda I

#### Bieg 1
| Pozycja | Tor | Państwo           | Zawodnicy                                                          | Reakcja | Czas    | Uwagi |
| ------- | --- | ----------------- | ------------------------------------------------------------------ | ------- | ------- | ----- |
| 1       | 7   | Stany Zjednoczone | Trevor Stewart, Randolph Ross, Bryce Deadmon, Vernon Norwood       | 0.180   | 2:57.77 | Q,    |
| 2       | 9   | Botswana          | Isaac Makwala, Baboloki Thebe, Zibane Ngozi, Bayapo Ndori          | 0.200   | 2:58.33 | Q,    |
| 3       | 3   | Trynidad i Tobago | Deon Lendore, Jereem Richards, Machel Cedenio, Dwight St. Hillaire | 0.193   | 2:58.60 | Q,    |
| 4       | 4   | Włochy            | Alessandro Sibilio, Vladimir Aceti, Edoardo Scotti, Davide Re      | 0.144   | 2:58.91 | q,    |
| 5       | 2   | Holandia          | Jochem Dobber, Terrence Agard, Tony van Diepen, Ramsey Angela      | 0.178   | 2:59.06 | q,    |
| 6       | 5   | Wielka Brytania   | Cameron Chalmers, Joe Brier, Lee Thompson, Michael Ohioze          | 0.245   | 3:03.29 | SB    |
| 7       | 6   | Czechy            | Patrik Šorm, Pavel Maslák, Michal Desenský, Vít Müller             | 0.169   | 3:03.61 |       |
| 8       | 8   | Niemcy            | Marvin Schlegel, Luke Campbell, Jean Paul Bredau, Manuel Sanders   | 0.197   | 3:03.62 |       |

#### Bieg 2
| Pozycja | Tor | Państwo           | Zawodnicy                                                              | Reakcja | Czas    | Uwagi |
| ------- | --- | ----------------- | ---------------------------------------------------------------------- | ------- | ------- | ----- |
| 1       | 8   | Polska            | Dariusz Kowaluk, Karol Zalewski, Jakub Krzewina, Kajetan Duszyński     | 0.160   | 2:58.55 | Q,    |
| 2       | 4   | Jamajka           | Demish Gaye, Jaheel Hyde, Karayme Bartley, Nathon Allen                | 0.188   | 2:59.29 | Q,    |
| 3       | 6   | Belgia            | Alexander Doom, Jonathan Sacoor, Dylan Borlée, Jonathan Borlée         | 0.148   | 2:59.37 | Q,    |
| 4       | 2   | Indie             | Muhammed Anas, Noah Nirmal Tom, Amoj Jacob, Arokia Rajiv               | 0.138   | 3:00.25 | AR    |
| 5       | 7   | Japonia           | Rikuya Itō, Kaito Kawabata, Kentarō Satō, Aoto Suzuki                  | 0.143   | 3:00.76 | =     |
| 6       | 5   | Francja           | Thomas Jordier, Muhammad Abdallah Kounta, Ludovic Ouceni, Gilles Biron | 0.166   | 3:00.81 | PB    |
| 7       | 9   | Południowa Afryka | Lythe Pillay, Zakithi Nene, Ranti Dikgale, Thapelo Phora               | 0.151   | 3:01.18 | SB    |
| 8       | 3   | Kolumbia          | Jhon Alejandro Perlaza, Diego Palomeque, Raúl Mena Pedroza, Jhon Solís | 0.164   | 3:03.20 | SB    |

### Finał
| Pozycja | Tor | Państwo           | Zawodnicy                                                              | Reakcja | Czas    | Uwagi |
| ------- | --- | ----------------- | ---------------------------------------------------------------------- | ------- | ------- | ----- |
| złoto   | 4   | Stany Zjednoczone | Michael Cherry, Michael Norman, Bryce Deadmon, Rai Benjamin            | 0.185   | 2:55.70 | SB    |
| srebro  | 2   | Holandia          | Liemarvin Bonevacia, Terrence Agard, Tony van Diepen, Ramsey Angela    | 0.176   | 2:57.18 | NR    |
| brąz    | 7   | Botswana          | Isaac Makwala, Baboloki Thebe, Zibane Ngozi, Bayapo Ndori              | 0.212   | 2:57.27 | AR    |
| 4       | 9   | Belgia            | Alexander Doom, Jonathan Sacoor, Dylan Borlée, Kévin Borlée            | 0.149   | 2:57.88 | NR    |
| 5       | 6   | Polska            | Dariusz Kowaluk, Karol Zalewski, Mateusz Rzeźniczak, Kajetan Duszyński | 0.157   | 2:58.46 | SB    |
| 6       | 5   | Jamajka           | Demish Gaye, Christopher Taylor, Jaheel Hyde, Nathon Allen             | 0.195   | 2:58.76 | SB    |
| 7       | 3   | Włochy            | Davide Re, Vladimir Aceti, Edoardo Scotti, Alessandro Sibilio          | 0.161   | 2:58.81 | NR    |
| 8       | 8   | Trynidad i Tobago | Deon Lendore, Jereem Richards, Dwight St. Hillaire, Machel Cedenio     | 0.179   | 3:00.85 |       |